# Tommaso Dragotto
Tommaso Dragotto (Palermo, 18 gennaio 1938) è un imprenditore italiano. Fondatore di Sicily by Car S.p.A., azienda che nel 2023 ha raggiunto un fatturato di 136 milioni di euro, con una flotta di oltre 14.000 autovetture e 500 dipendenti distribuiti in più di 50 uffici in Italia.

## Biografia
Dopo aver conseguito il diploma di Capitano di Lungo Corso e aver lavorato come Ufficiale nella Marina Mercantile, Dragotto ha intrapreso la carriera imprenditoriale. Nel 1963, fondò Sicily by Car con l'acquisto di una Fiat 1300 usata, avviando così una lunga carriera nel settore dell'autonoleggio. La sua azienda si è sviluppata rapidamente, arrivando a rappresentare una delle principali realtà imprenditoriali in Sicilia.
Nel 1980, ha fondato Italy by Car, espandendo la sua attività a livello nazionale. Nel 1984, Sicily by Car è diventata rappresentante esclusiva in Italia del marchio Budget Rent a Car, una delle più grandi compagnie di autonoleggio al mondo. Nel 1990, ha firmato un accordo di sponsorizzazione ufficiale per i Campionati Mondiali di Calcio Italia '90 con Luca Cordero di Montezemolo. Dopo aver lasciato la carica di Amministratore Delegato di Italy by Car nel 1997, ha ampliato la flotta e aperto nuovi uffici in Italia e all’estero. Sicily by Car ha fatto il suo ingresso nella Borsa Italiana il 3 agosto 2023. Attento a tematiche ambientali e progetti di mobilità sostenibile, nel 2017 ha lanciato l'iniziativa Eco Tour di Sicilia, un progetto che ha reso la Sicilia la prima regione europea con una rete diffusa di auto elettriche, in partnership con Renault e Enel.
Parallelamente all'attività imprenditoriale, ha fondato la Fondazione Tommaso Dragotto, con l'obiettivo di promuovere iniziative culturali, artistiche e sociali in Sicilia. Tra i progetti più significativi della Fondazione vi è la pubblicazione del libro d'arte Sicily My Life, premiato dall'Osservatorio Monografie d'Impresa nel 2014, e la produzione del docu-film Terra Madre, presentato in occasione di EXPO 2015. La fondazione ha inoltre sponsorizzato il restauro del mosaico storico La Pupa del Capo a Palermo, in collaborazione con la Fondazione Salvare Palermo e la Soprintendenza dei Beni Culturali della Regione Sicilia.
Nel 2020, l'Università degli Studi di Palermo gli ha conferito una laurea honoris causa in Scienze economico-aziendali per il suo impegno come imprenditore e per il suo contributo allo sviluppo economico e sociale della Sicilia.